# Anisodes argenticristata
Anisodes argenticristata är en fjärilsart som beskrevs av W. Warren 1901. Anisodes argenticristata ingår i släktet Anisodes och familjen mätare. Inga underarter finns listade i Catalogue of Life.